# Dzigorzew
Dzigorzew – wieś w Polsce, położona w województwie łódzkim, w powiecie sieradzkim, w gminie Sieradz.
W latach 1975–1998 miejscowość administracyjnie należała do województwa sieradzkiego. 
Wieś królewska w starostwie sieradzkim w powiecie sieradzkim województwa sieradzkiego w końcu XVI wieku. 
Wieś nad Wartą, tuż za zachodnimi granicami Sieradza. W 1393 roku (Teki Pstrokońskiego) w dokumentach sprzedaży sołectwa w Brzeźnie notowana jako "Dzwigorzo". W XVI wieku (Jan Łaski) wymienia wieś królewską „Dzwygorzow”. W księdze wieczystej przechowywanej w Sądzie w Sieradzu, pod datą 1844, jest wpis o prawie posiadania wsi wybranieckiej (piechota wybraniecka) Dzigorzew przez Pawła Powałkę, z mocy przywileju Augusta III z 14 grudnia 1746 roku. 
Podczas II wojny światowej, 4 września 1939 roku, wieś została całkowicie spalona przez nacierający Wehrmacht na pododdziały 31 pułku Strzelców Kaniowskich broniącego linii rz. Warty.
Wieś przynależy do parafii Narodzenia NMP w Charłupi Małej, obecnie Sanktuarium Matki Bożej Księżnej Sieradzkiej w Charłupi Małej. Tu w księdze łask M.B. Księżnej Sieradzkiej dał świadectwo jej cudu w 1784 roku między innymi mieszkaniec Dzigorzewa – Bartłomiej Źródlak.
Liczba mieszkańców w 2011 roku wynosiła 399 osób.